# Eugen Block Holding
Eugen Block Holding är ett tyskt förvaltningsbolag som driver olika slakthus, restaurangkedjorna Block House och Jim Block, ett bryggeri samt hotellet Grand Elysée Hamburg (öppnat 1985) i Hamburg.
Det första företaget grundades 1968 av Eugen Block efter en resa till USA. Där iakttog han byggnader som var utförda i grovt timmer (Blockbauweise på tyska) och han hade idén att inrätta restauranger som erbjuder kötträtter i liknande byggnader. Fram till 2024 etablerades 55 Block House i Tyskland och 11 i andra stater. Dessutom finns 11 Jim Block (hamburgarerestaurang). Alla restauranger tillsammans har ungefär 1200 anställda och ungefär lika många personer är verksamma i andra delar av koncernen. Sedan 1972 kommer allt kött från det egna slakthuset. I Mecklenburg-Vorpommern vid sjön Schaalsee inrättades en fiskrestaurang. Eugen Block försökte etablera ett flygbolag men utan framgång. Han överlämnade bolagens ledning till andra personer.
Hotellet och andra byggnader som tillhör koncernen genomsöktes i mars och maj 2024 av polisen i samband med ett rättsfall mellan Eugen Blocks dotter och hennes tidigare sambo.

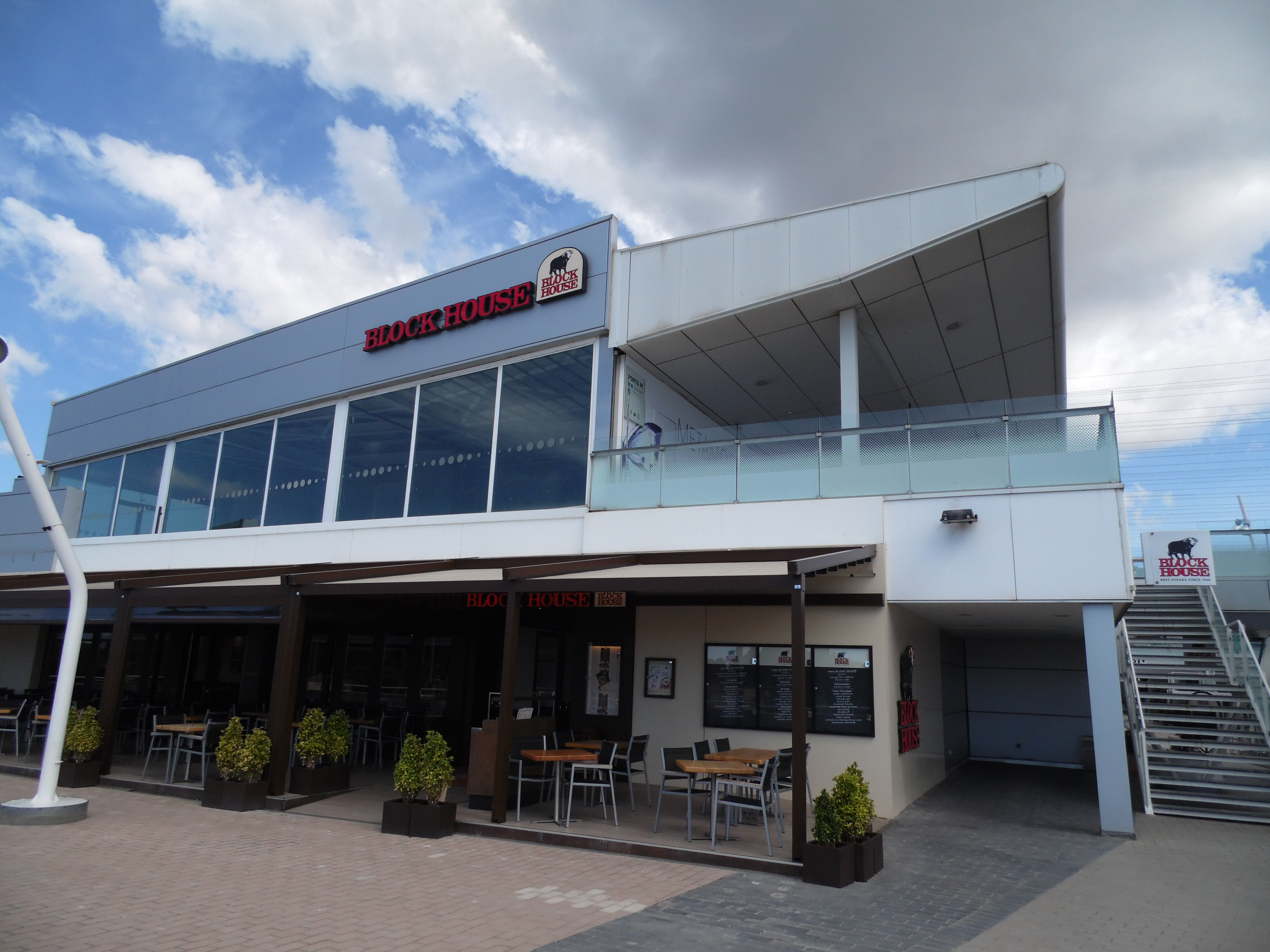
Block House på Mallorca
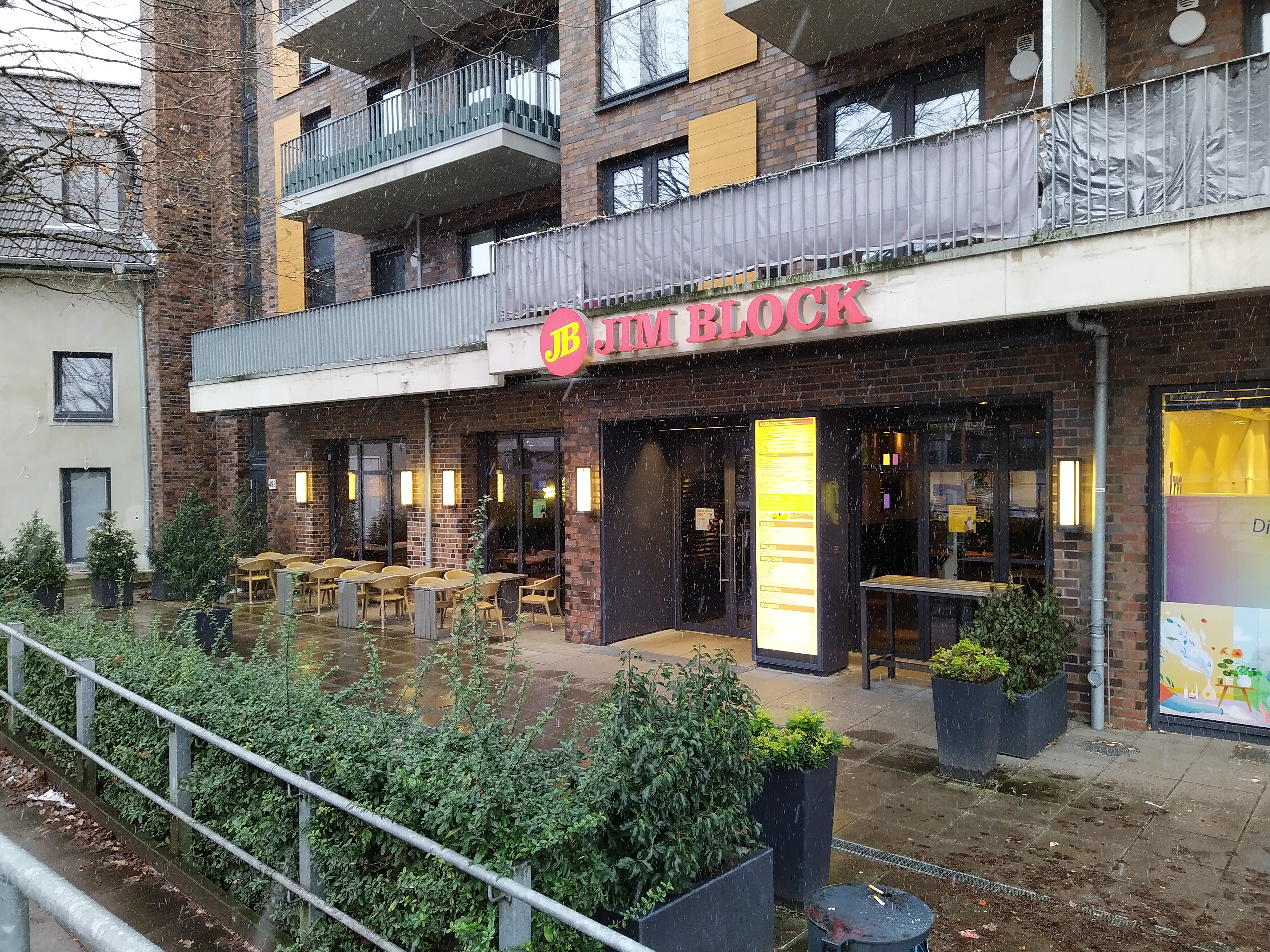
Jim Block i Hamburg
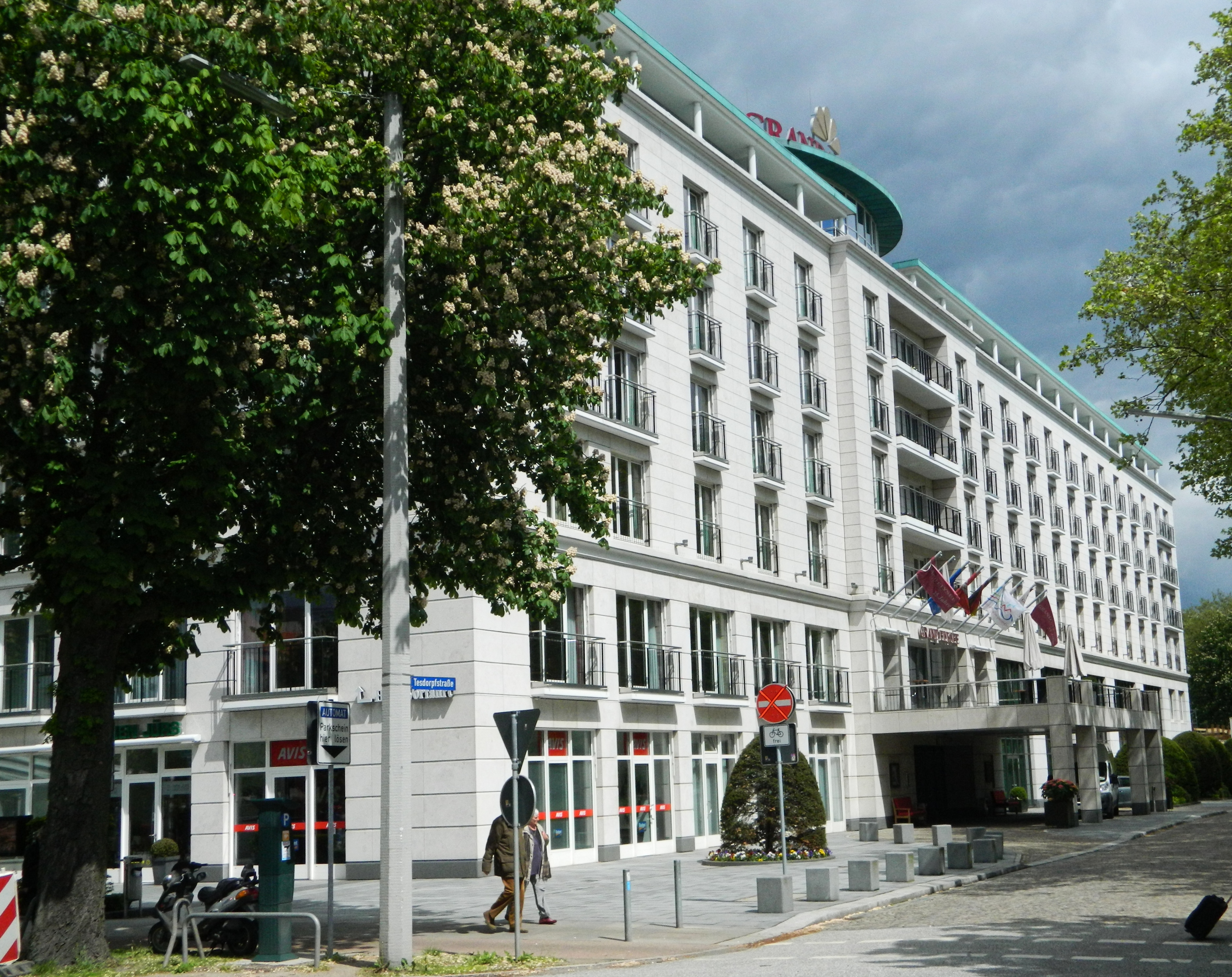
Grand Elysée Hamburg